# Associates
Gli Associates sono stati un gruppo musicale scozzese di musica post-punk e new wave, attivi nella prima metà degli anni ottanta. Il gruppo era composta da Billy MacKenzie (voce) e Alan Rankine (chitarra, tastiere e altri strumenti). A fianco dei due musicisti si sono alternati diversi altri artisti, tra cui Micheal Dempsey (basso, 1980-1982) e Steve Goulding (batteria, 1982-1983).

## Storia
Nel 1973 il giovane Billy MacKenzie (nato nel 1957) lascia la natale Dundee per trasferirsi in Nuova Zelanda. Dopo pochi mesi si sposta negli Stati Uniti. Ritornato in patria un paio di anni dopo, lavora come chitarrista per la band di cabaret Mental Torture. Nel 1976 ad Edimburgo incontra Alan Rankine (nato nel 1958 a Bridge of Allan), con cui inizia un sodalizio artistico. Dopo diversi live, nel 1979 esordiscono con il nome Associates pubblicando il singolo Boys Keep Swinging, cover di David Bowie pubblicata dalla Duoble Hip. Vengono quindi "reclutati" dalla Fiction Records, succursale della Polydor.
Nell'agosto dell'anno seguente pubblicano The Affectionate Punch (Fiction, 1980), disco d'esordio del duo, di matrice post-punk.
Dopo aver lasciato la Fiction per passare alla Situation Two (sottomarchio della Beggar's Banquet), il duo decide di pubblicare solo singoli. Inoltre vengono ingaggiati il bassista Mike Dempsey (ex-Cure) e il batterista John Murphy. Insieme al produttore Mike Hedges, il gruppo nel 1981 pubblica una serie di fortunati singoli fino ad ottobre, mese in cui viene pubblicato il secondo album, ossia Fourth Drawer Down (Situation Two). Il disco viene considerato il capolavoro del gruppo e un caposaldo della produzione new wave.
Nel maggio 1982 pubblicano per la WEA l'album Sulk, di stampo synth pop. Nel mese di ottobre, MacKenzie, alle prese con problemi di alcol e droga, rifiuta di esibirsi "live" e così Rankine decide di lasciare il gruppo. Poco tempo dopo, nel 1984, MacKenzie rifonda gli Associates con Steve Raid (chitarra) e L. Howard Huges (tastiere). Dopo un paio di singoli, viene pubblicato l'LP Perhaps, che tuttavia non convince pubblico e critica. Non potendo più contare sul talento di Rankine, MacKenzie si affida alla forma di ballata pop.
Nel marzo 1990, dopo cinque anni di silenzio, viene pubblicato Wild and Lonely. Nel 1992 esce, a nome del solo MacKenzie, l'album Outernational.
Nel frattempo Rankine si trasferisce in Belgio, dove incide senza fortuna tre album: The World Begins to Look Her Age (1986), She Loves Me Not (1987) e The Big Picture Sucks (1989).
Nel 1993 il gruppo si riunisce per registrare alcuni brani. Questi però non vengono pubblicati, se non nella compilation Associates: Double Hipness (2000).
All'età di 39 anni, nel gennaio 1997, Billy MacKenzie (vero nome William Arthur MacKenzie) si toglie la vita con un "mix" di alcol e antidepressivi.
Postumo verrà pubblicato Beyond the Sun. Nel corso degli ultimi anni '90 e dei primi anni 2000 viene pubblicata una serie di compilation (antologie e live) che rivaluta il materiale composto da MacKenzie.

## Discografia

### Album in studio
- 1980 - The Affectionate Punch
- 1981 - Fourth Drawer Down
- 1982 - Sulk
- 1985 - Perhaps
- 1988 - The Glamour Chase (non pubblicato)
- 1990 - Wild and Lonely